# Baños de Río Tobía
Baños de Río Tobía é um município da Espanha
na província e comunidade autónoma de La Rioja, de área 17,59 km² com população de 1740 habitantes (2007) e densidade populacional de 98,92 hab./km².

## Demografia
| Variação demográfica do município entre 1991 e 2004 | Variação demográfica do município entre 1991 e 2004 | Variação demográfica do município entre 1991 e 2004 | Variação demográfica do município entre 1991 e 2004 |
| --------------------------------------------------- | --------------------------------------------------- | --------------------------------------------------- | --------------------------------------------------- |
| 1991                                                | 1996                                                | 2001                                                | 2004                                                |
| 1848                                                | 1845                                                | 1748                                                | 1708                                                |